# Lee County, Florida
Lee County är ett administrativt område i delstaten Florida, USA, med 618 754 invånare. Den administrativa huvudorten (county seat) är Fort Myers.

## Geografi
Enligt United States Census Bureau har countyt en total area på 3 139 km². 2 082 km² av den arean är land och 1 057 km² är vatten.

### Angränsande countyn
- Charlotte County, Florida - nord
- Glades County, Florida - nordöst
- Collier County, Florida - sydöst
- Hendry County, Florida - öst

### Större orter
- Bonita Springs
- Cape Coral
- Cypress Lake
- Estero
- Fort Myers
- Fort Myers Beach
- Fort Myers Shores
- Gateway
- Iona
- Lehigh Acres
- McGregor
- North Fort Myers
- San Carlos Park
- Sanibel
- Villas